# Schizocyttara brincki
Schizocyttara brincki är en tvåvingeart som beskrevs av Loïc Matile 1974. Schizocyttara brincki ingår i släktet Schizocyttara och familjen platthornsmyggor. Inga underarter finns listade i Catalogue of Life.